# David Constantin du Tour
David Constantin, baron du Tour, seigneur de Havennes, La Pommerade et de Malerets, né le 25 mai 1657 à Leyde et mort le 8 décembre 1727 à Berlicum, est un homme politique néerlandais.

## Biographie
David Constantijn du Tour est le fils de Marc du Tour (1624-1672), seigneur de la Pomerade, qui participe à la fondation de la Bibliotheca Thysiana, et de Sara l'Empereur d'Oppyck.
Il devient conseiller et comptable des domaines de Frise.

## Mandats et fonctions
- Membre du Vroedschap de Hindeloopen
- Membre des États généraux des Provinces-Unies : 1700-1715